# حبيل الخضير (حبيل جبر)

تعديل مصدري - تعديل

حبيل الخضير هي إحدى قرى عزلة حبيل جبر بمديرية حبيل جبر التابعة لمحافظة لحج، بلغ تعداد سكانها 41 نسمة حسب تعداد اليمن لعام 2004.